# Maple Beach (Washington)
Maple Beach es un área no incorporada ubicada en el condado de Kitsap en el estado estadounidense de Washington.

## Geografía
Maple Beach se encuentra ubicado en las coordenadas 49°0′3″N 123°2′10″O / 49.00083, -123.03611.